# Doryopteris × leitei
Doryopteris × leitei là một loài dương xỉ trong họ Pteridaceae. Loài này được Tryon mô tả khoa học đầu tiên năm 1946.
Danh pháp khoa học của loài này chưa được làm sáng tỏ. 